# Efferia bilineatus
Efferia bilineatus är en tvåvingeart som först beskrevs av Wulp 1882.  Efferia bilineatus ingår i släktet Efferia och familjen rovflugor. Inga underarter finns listade i Catalogue of Life.